# Lycidae
Los lícidos Laporte de Castelnau, 1836 (Lycidae) son una familia de coleópteros polífagos de la superfamilia Elateroidea que cuenta con 4.600 especies en 160 géneros. Tienen coloraciones vistosas que advierten de su toxicidad. Aun cuando son de distribución mundial, Lycidae es conocido por su limitada propensión a la dispersión y su alto endemismo a nivel de especie.
Algunas especies comen néctar, y en algunos casos es probable que no ingieran ningún alimento. Las larvas se desarrollan en madera podrida o en la hojarasca del suelo y se alimentan de diversos líquidos y también de forma depredadora. Poco se sabe sobre su forma de vida. Los adultos viven poco tiempo, se sientan principalmente sobre hojas y madera muerta y no vuelan fuera del dosel arbóreo del bosque.
Son insectos venenosos, su hemolinfa contiene un derivado de ácido graso poliinsaturado llamado ácido lícidico, que los protege de sus depredadores.

## Descripción
Los escarabajos de esta familia son alargados y suelen encontrarse en flores o tallos. Dependiendo de la especie, los escarabajos miden entre 3 a 80 milímetros (0,1 a 3,1 plg) de largo y tienen un cuerpo muy aplanado o ligeramente curvado. Los machos adultos miden entre 10 a 15 milímetros (0,4 a 0,6 plg) de largo, mientras que las hembras son un poco más grandes. La longitud también varía mucho; hay especies muy alargadas y otras achaparradas. 
Los adultos de algunas especies son nectarívoros, mientras que algunas pueden tener una vida adulta corta durante la cual es posible que no se alimenten en absoluto. La mayoría son de color rojo ladrillo. Están protegidos de los depredadores por ser tóxicos. Las larvas depredadoras crecen debajo de la corteza o en la hojarasca.
Al igual que los escarabajos blandos, los escarabajos lícidos sólo tienen un cuerpo débilmente quitinizado. Los élitros tienen colores llamativos y no están estructurados, tienen puntos o surcos longitudinales, que en algunas especies también parecen una cuadrícula cuadrada debido a mayores elevaciones en los surcos. Algunas especies carecen de alas protectoras. Las alas de piel suelen estar bien desarrolladas, pero también hay especies con alas de piel reducidas o faltantes. La pequeña cabeza es triangular y está al menos parcialmente oculta bajo el pronoto. Las antenas son filiformes o débilmente aserradas, largas y gruesas. Tienen dos, nueve u once extremidades. Las patas tienen cinco segmentos de tarsos. Existe un fuerte dimorfismo sexual entre los sexos de algunas especies. Aquí los machos tienen forma de escarabajo, mientras que las hembras no tienen alas y son bastante similares a su forma de larva, que también se puede encontrar en algunas especies de luciérnagas.
Su garganta anterior es afilada y con bordes afilados. A veces lleva impresiones, su forma y ribete son adjetivos importantes. Las coberteras de sus alas suelen ser de color rojo brillante o naranja, pero, especialmente en las especies tropicales, también pueden consistir en franjas longitudinales o transversales oscuras alternas. Tiene nervaduras características y líneas de puntos ubicadas entre ellas, lo que le da a la cubierta del ala una impresión de malla (de ahí su nombre en inglés). El cuerpo de las especies de zonas templadas es alargado, pero en los trópicos es común el ensanchamiento lateral de las coberteras del ala. 
En las especies europeas, ambos sexos tienen alas, pero en muchas especies tropicales las hembras pueden tener una apariencia de larva (como las misteriosas larvas de trilobites en Indonesia, que en realidad son hembras neoténicas sin alas de la especie Duliticola paradoxa y Xenomorphon baranowskii, especie mexicana sin alas o élitros).
Entre los compuestos presentes en estos insectos de la familia Lycidae se encuentran el ácido acetilénico y el ácido lícidico, entre otros compuestos que los hacen de sabor desagradable para sus depredadores quienes rápidamente los rechazan, demostrando así un alto grado de aposematismo, mecanismo que los hace adoptar como modelo mimético de insectos de otros órdenes como Hymenoptera, Hemiptera, Lepidoptera, Diptera, y otras familias de Coleoptera como Cantharidae, Scarabaeidae, Meloidae, Lampyridae, Chrysomelidae, Cleridae, Tenebrionidae, Buprestidae y Cerambycidae. Estas especies miméticas se denominan “licoides”, “licidomorfos” o “lyciformes”.
Tradicionalmente se ha considerado que las larvas de lícidos son depredadoras, aunque no se han documentado observaciones reales.

## Distribución
D. aurora se encuentra en casi toda la región holártica, el único escarabajo con alas de red de distribución circumpolar, que abarca cuatro continentes y ecosistemas muy variados. Sólo pocos lícidos paleárticos se asemejan a la distribución de D. aurora. Lygistopterus sanguineus y Pyropterus nigroruber se encuentran en Eurasia, pero están ausentes en la región Neártica. Platycis minuta se conoce solo en Europa y sólo llega marginalmente a Siberia occidental. De manera similar, pocos lícidos tienen una amplia distribución en la región Neártica, y la mayoría se encuentran en las regiones oriental u occidental del continente.
Los escarabajos están activos durante el día o al anochecer, se pueden encontrar en las hojas o flores de las plantas que crecen en el bosque. También se encuentran ocasionalmente en ramas de árboles. Sus típicas larvas "parecidas a trilobites" se alimentan de hongos limosos.
Sus imagos de vida corta son animales diurnos, que se encuentran en madera podrida, debajo de la corteza de los árboles y en flores (principalmente umbelas). El insecto adulto rara vez se aleja del hábitat de las larvas. Las especies nativas viven principalmente en bosques cerrados y húmedos con muchos árboles muertos, la mayoría de ellos son infrecuentes a nivel mundial.

## Subfamilias
- Subfamnilia Erotinae
  - Benibotarus
  - Dictyoptera
  - Eropterus
  - Eros
  - Erotides
  - Lopheros

- Subfamnilia Calochrominae
  - Adoceta
  - Calochromus
  - Caloptognata
  - Lucaina
  - Lygistopterus

- Subfamnilia Platerodinae
  - Falsocalleros
  - Plateros

- Subfamnilia Lycinae

- - Lyconotus
  - Lycus
  - Caenia
  - Calopteron
  - Leptoceletes

## Galería

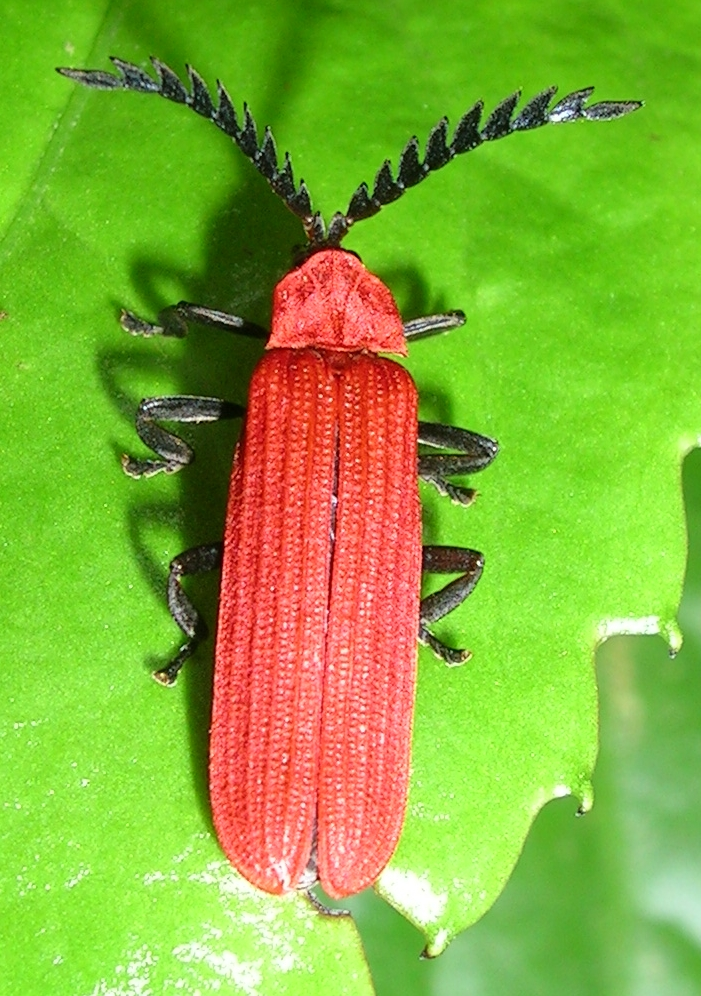
Un lycido de India
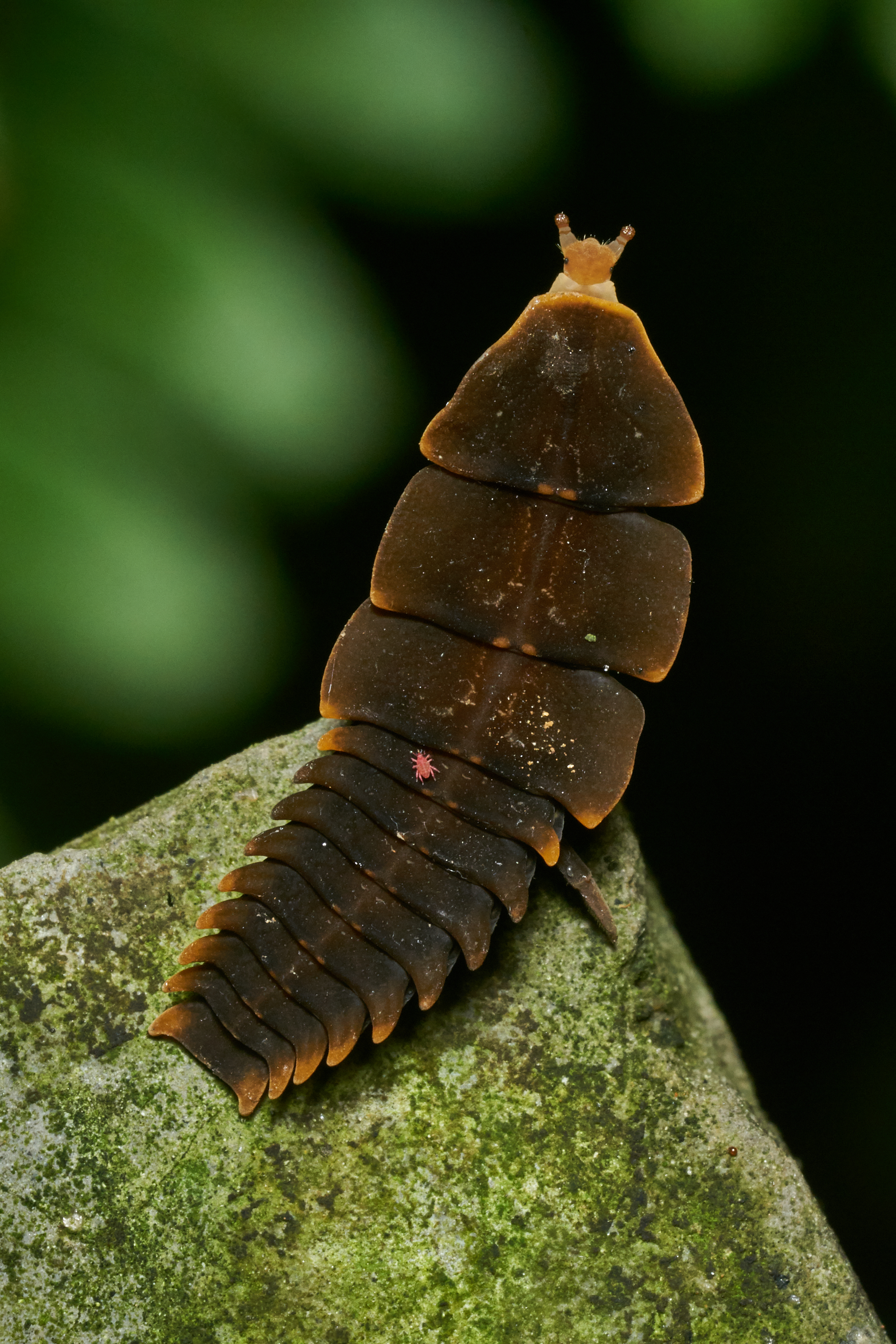
Larva o hembra larviforme
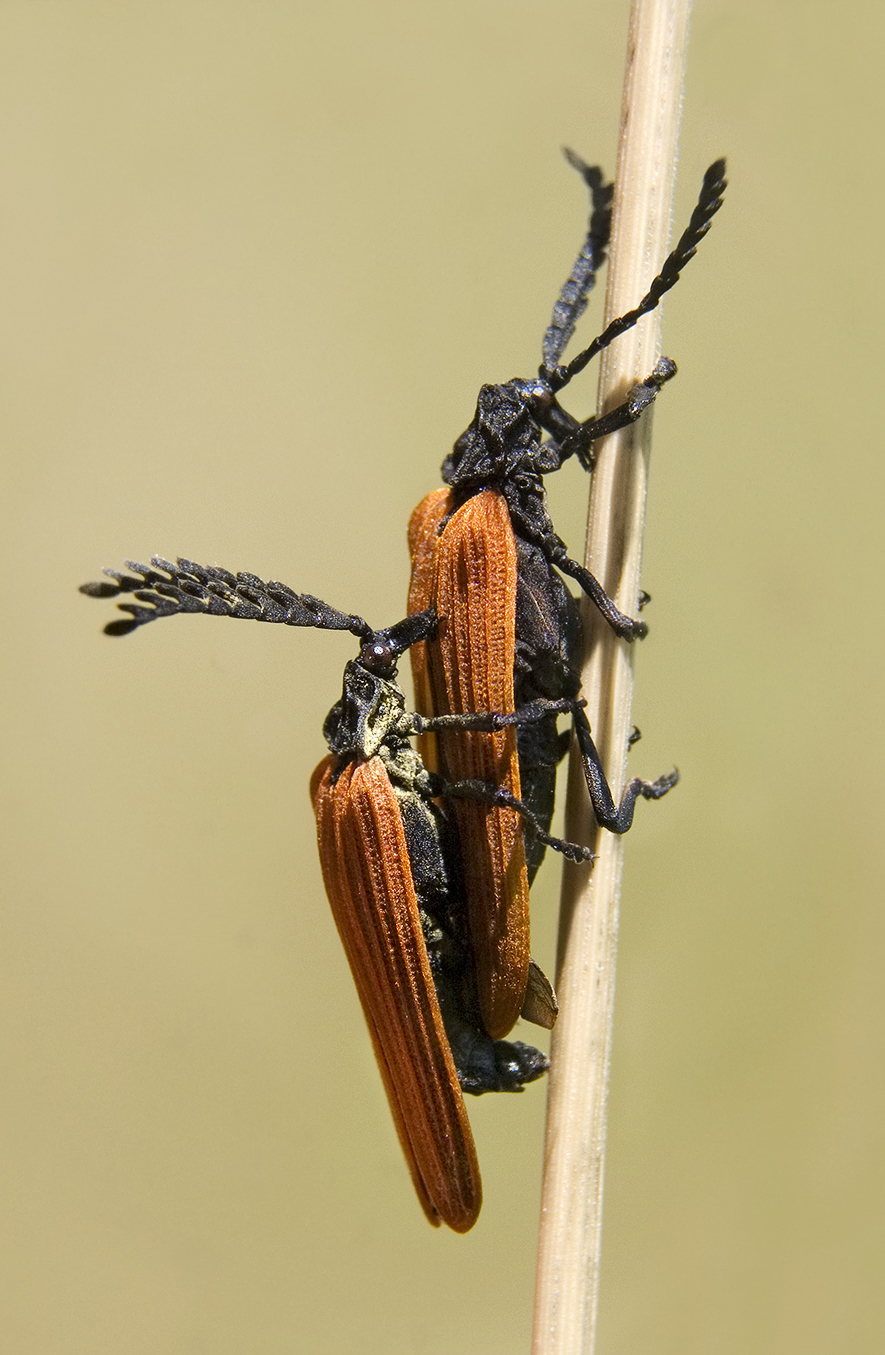
Metriorrhynchus rhipidius apareándose
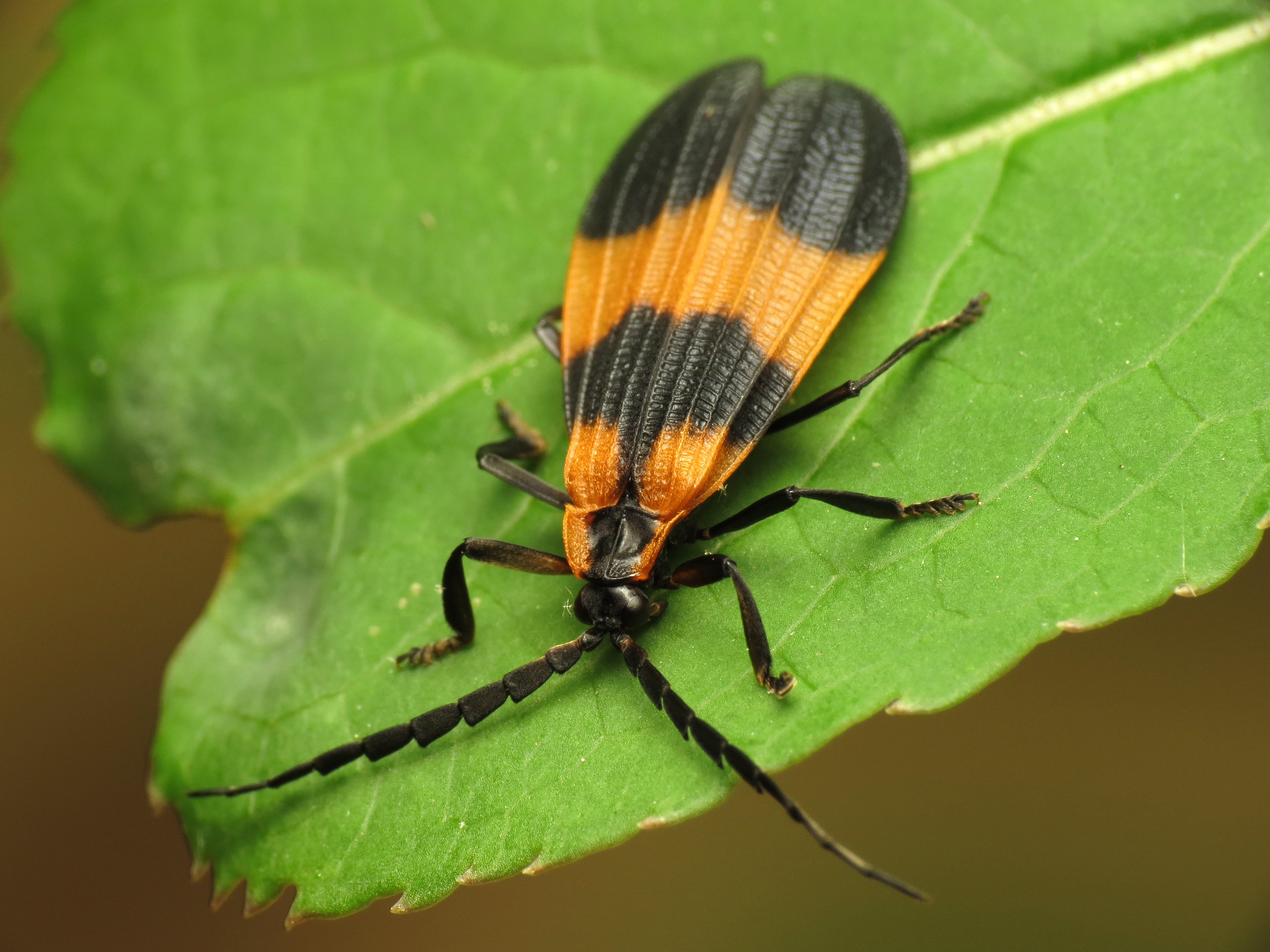
Calopteron reticulatum
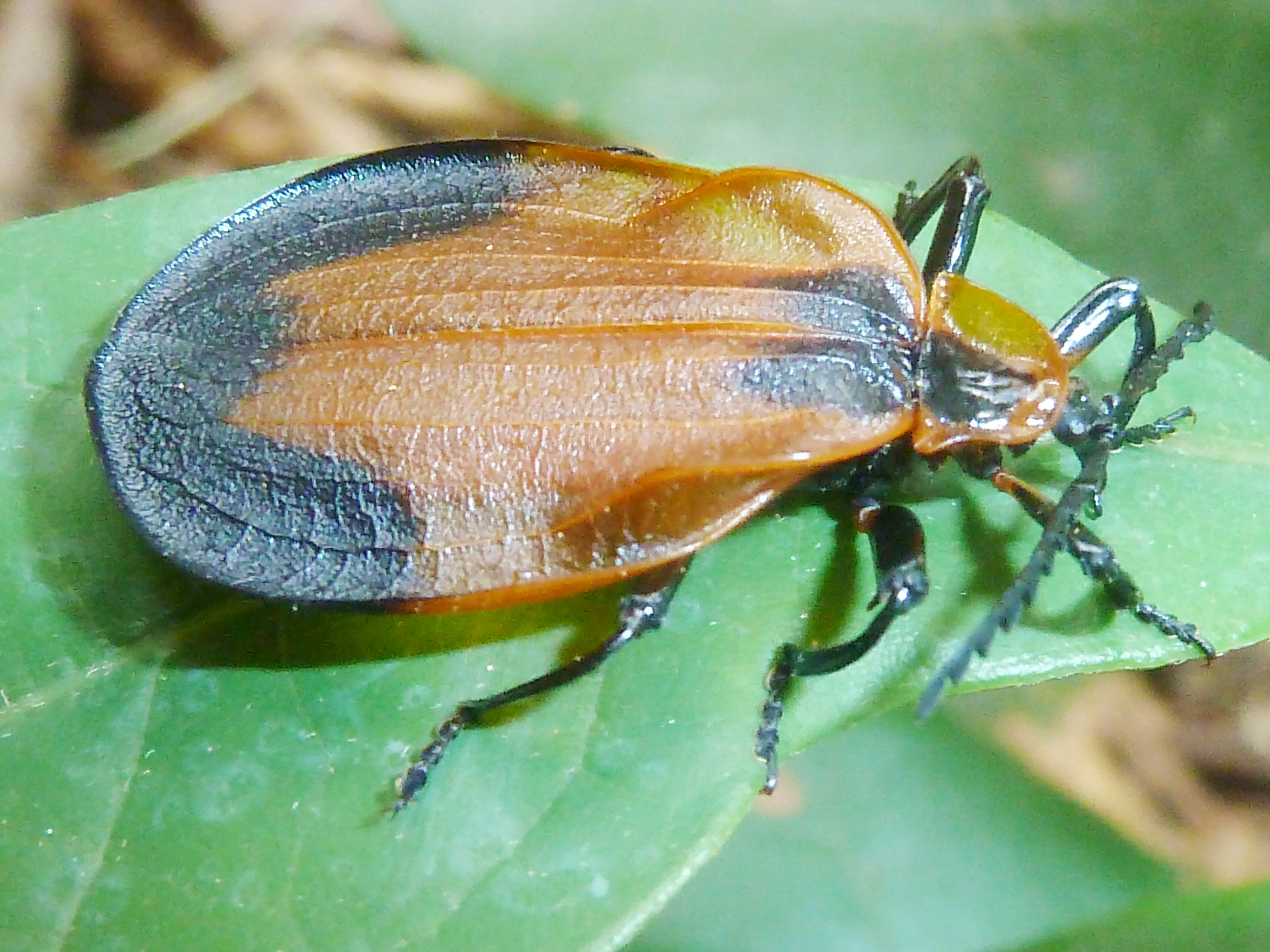
Lycus rostratus